# Ioan Es. Pop
Ioan Es. Pop (n. 27 martie 1958, Vărai, România – d. 19 iunie 2024) a fost un poet și publicist român. A absolvit în 1993 Facultatea de Filologie, secția limba și literatura română - limba și literatura engleză a Universității din Baia Mare.

## Afilieri
Ca student activează în cenaclul "Nord" al revistei studențești omonime, fiind, între 1981 - 1983, și redactorul-șef al acestei publicații. Din 1987 participă sporadic la ședințele cenaclului "Universitas" din București, condus de criticul și profesorul Mircea Martin. Este membru al Uniunii Scriitorilor din România. A fost editor-șef al "Ziarului de duminică", supliment al "Ziarului financiar", și editor senior al revistei „Descoperă”.

## Volume și publicații
În 1994 debutează editorial cu volumul de poeme "Ieudul fără ieșire". 
Colaborează cu poezii la: "Luceafărul", "Nouăzeci", "Tribuna", "Astra", "Transilvania", "Contemporanul", "Vatra", "România literară", "Contrapunct", "Convorbiri literare" ș.a. 
A publicat grupaje de poezie în "Revista Iberorrománica" (Madrid), "Asheville Poetry Review" (SUA) și în reviste literare din Irak, Iugoslavia și Suedia.
- Ieudul fără ieșire, Ed. Cartea Românească, 1994; ediția a doua, Ed. Ninpress / Charmides, 2009
- Porcec, Ed. Cartea Românească, 1996
- Pantelimon 113 bis, Ed. Cartea Românească, 1999
- Podul, antologie, Cartea Românească, 2000
- Rugăciunea de antracit / The Anthracite Prayer, antologie bilingvă, Ed. Dacia, 2002
- Petrecere de pietoni, Ed. Paralela 45, 2003
- Confort 2 îmbunătățit (împreună cu Lucian Vasilescu), Ed. Publicațiilor pentru Străinătate, 2004
- Lumile livide / The Livid Worlds, antologie bilingvă, Ed. Institutul Cultural Român, 2004
- Și cei din urmă vor fi cei din urmă, volum bibliofil, 2007
- No Exit, antologie, Ed. Corint, 2007[5]
- O căruță încărcată cu nimic (împreună cu Peter Srager, Robert Șerban), ediție bilingvă, Ed. Brumar, 2008
- Unelte de dormit, Ed. Cartea Românească, 2011 [6][7]
- Căderea-n sus a corpurilor grele, antologie, Ed. Tracus Arte, 2012
- Nicăieri.ro, antologie, Editura Știința, 2012
- 1983. marș. 2013. xanax, Charmides, 2013
- Fețe jupuite. 12 interviuri cu Ioan Es. Pop, Editura Casa de Pariuri Literare, Colecția „Interviu”, București, 2015
- Arta fricii, Charmides, 2016
- Opera poetică, Ed. Paralela 45, 2016

## Prezență în Antologii
"Testament - Antologie de Poezie Română Modernă - Ediție Bilingvă Engleză/Română", "Testament - Anthology of Modern Romanian Verse - Bilingual Edition English/Romanain" (Daniel Ioniță, Editura Minerva 2012).

## Premii și distincții
A obținut următoarele premii: 
- premiul de debut al Uniunii Scriitorilor din România (1994)
- premiul de debut al Uniunii Scriitorilor din Republica Moldova (1994)
- premiul de debut al revistei "Poesis" (1994)
- premiul Festivalului Național de Poezie de la Sighetu-Marmației (1994)
- premiul Primăriei municipiului București pentru cel mai bun volum din colecția "Poeții orașului București" (1996), *Marele Premiu acordat de Ministerul Culturii și Cultelor Festivalului Internațional de Poezie "Nichita Stănescu"
- Premiul Academiei Române pentru poezie, Premiul Uniunii Scriitorilor din România, 1999
- Premiul ASPRO, Premiul Uniunii Scriitorilor din România, 2003
- Ordinul Meritul Cultural în grad de ofițer, 2004[8]
- Premiul Național de Poezie „Lucian Blaga” acordat de Uniunea Scriitorilor din România, 2024[9]